# Le Mont-sur-Lausanne
Le Mont-sur-Lausanne é uma comuna da Suíça, situada no distrito de Lausana, no cantão de Vaud. Tem 9,81 km² de área e sua população em 2018 foi estimada em 8.523 habitantes.